# Fitoalexina

El Capsidiol es una fitoalexina producida por ciertas plantas en respuesta a un patógeno

Las fitoalexinas son compuestos antimicrobianos que se acumulan en algunas plantas en altas concentraciones, después de infecciones bacterianas o fúngicas y ayudan a limitar la dispersión del patógeno. 
Tienen varias características interesantes: 
- Se sintetizan muy rápido, en pocas horas después del ataque microbiano.
- Su formación está restringida a una zona local alrededor del sitio de infección.
- Son tóxicas a un espectro amplio de hongos y bacterias patógenas en plantas.

Frecuentemente más de una fitoalexina es sintetizada durante una interacción con el patógeno, en tales casos las fitoalexinas son comúnmente relacionadas biosintéticamente. En el frijol se han descrito cerca de 16 tipos diferentes, las más conocidas son faseolina, faseolidina, faseolinisoflavona y kievitona. En general las fitoalexinas no son potentes antibióticos y son de baja especificidad, muchas son biocidas y otras tienen efectos bioestáticos. Las razas de muchos microorganismos, particularmente los hongos muestran amplia variación en la sensibilidad, y frecuentemente las razas virulentas tienen mayor capacidad de detoxificación o tolerancia (Smith 1996). 
Las fitoalexinas son metabolitos secundarios sintetizados a partir de un redireccionamiento de precursores del metabolismo primario, en función de la expresión de novo de genes correspondientes a enzimas que participan en las rutas biosintéticas. En el caso de las leguminosas, los compuestos antimicrobianos de la clase isoflavonoides son sintetizados a partir de L-fenilalanina vía una serie de enzimas como la L-fenilalanina-amonialiasa (PAL), 4-coumarato:Coenzima A ligasa (4CL) y chalcona sintasa (CHS) que controlan pasos importantes en las sub-rutas de síntesis. Comúnmente cada una de estas enzimas es codificada por una familia de genes, en las que se ha demostrado que la estimulación ó la infección de células, induce a la vez la expresión de varios genes de la misma enzima. Se ha señalado la existencia de tres genes PAL en frijol, detectándose hasta 11 isoformas de la enzima, lo que sugiere modificación post-traduccional, permitiendo diversas actividades catalíticas dependiendo de las situaciones ambientales de la planta. La expresión de novo es el mecanismo regulador más importante. CHS en frijol es codificada por una familia de seis a ocho genes, en células estimuladas, cotiledones o raíces infectados aparecen múltiples isoformas CHS transcripcionalmente reguladas, detectándose en un ensayo cinco cDNAs polimórficos (Ryder y cols. 1987). 
La biosíntesis de las fitoalexinas requiere de la actividad de cierto número de enzimas que deben presentar una activación transcripcional selectiva y coordinada, esto es posible dado que presentan elementos secuencia en común en los promotores de los respectivos genes. Asimismo, se han definido una serie de elementos secuencia en región río arriba del promotor, que actúan en cis uniendo proteínas nucleares en una forma secuencia-específica. Elementos secuencia de este tipo han sido descritos en frijol, los elementos SBF-1 en promotores de CHS han sido implicados como silenciadores ó amplificadores dependiendo de las células donde se encuentren. Los elementos ó cajas como la caja-H y la caja-G en CHS-15 de frijol están implicados en activación transcripcional en respuesta a estimulador, la caja-H une específicamente dos factores, KAP-1 y KAP-4, los cuales se translocan del citoplasma al núcleo al inicio de la transcripción de CHS. En el promotor de PAL de perejil, el elemento caja-P une el Factor BPF-1 en respuesta a estimulación, la estimulación resulta en un rápido incremento de transcritos BPF-1 que acompaña la transcripción de PAL. (Dixon y cols. 1995;  Smith 1996). En ensayos con cotiledones de soya tratados con estimulador de un hongo patógeno, se ha demostrado la acumulación de fitoalexinas tipo isoflavonas, pterocarpanos y flavonas vía la enzima óxido nítrico sintasa, lo que sugiere que el óxido nítrico puede estimular la biosíntesis de fitoalexinas mediante la regulación de las enzimas iniciales de la ruta de los fenilpropanoides (Modolo y cols. 2002).